# 光华街道 (成都市)
光华街道是中华人民共和国四川省成都市青羊区所辖街道，位于青羊区中部。根据2006年的数据，辖区面积3.57平方公里，人口4万。2019年12月，青羊区调整部分街道行政区划。将光华街道青华社区和清康社区二环路中心线以东、浣花社区二环路中心线以东行政区域划归草堂街道管辖。撤销东坡街道，将原东坡街道所属行政区域划归光华街道管辖。调整后，光华街道辖双新路社区、贝森路社区、清水河社区、东坡路社区、财大社区、花园社区和浣花社区二环路中心线以西、清康社区二环路中心线以西行政区域，光华街道办事处驻玉宇路977号。。

## 行政区划
光华街道下辖以下地区：
双新路社区、贝森路社区、清水河社区、东坡路社区、财大社区、花园社区、浣花社区和清康社区。。

## 官方网站
- 青羊区公众信息网—光华街道办事处